# ASIC3
ASIC3 (англ. Acid sensing ion channel subunit 3) – білок, який кодується однойменним геном, розташованим у людей на короткому плечі 7-ї хромосоми. Довжина поліпептидного ланцюга білка становить 531 амінокислот, а молекулярна маса — 58 905.
| 10         |  | 20         |  | 30         |  | 40         |  | 50         |
| ---------- |  | ---------- |  | ---------- |  | ---------- |  | ---------- |
| MKPTSGPEEA |  | RRPASDIRVF |  | ASNCSMHGLG |  | HVFGPGSLSL |  | RRGMWAAAVV |
| LSVATFLYQV |  | AERVRYYREF |  | HHQTALDERE |  | SHRLIFPAVT |  | LCNINPLRRS |
| RLTPNDLHWA |  | GSALLGLDPA |  | EHAAFLRALG |  | RPPAPPGFMP |  | SPTFDMAQLY |
| ARAGHSLDDM |  | LLDCRFRGQP |  | CGPENFTTIF |  | TRMGKCYTFN |  | SGADGAELLT |
| TTRGGMGNGL |  | DIMLDVQQEE |  | YLPVWRDNEE |  | TPFEVGIRVQ |  | IHSQEEPPII |
| DQLGLGVSPG |  | YQTFVSCQQQ |  | QLSFLPPPWG |  | DCSSASLNPN |  | YEPEPSDPLG |
| SPSPSPSPPY |  | TLMGCRLACE |  | TRYVARKCGC |  | RMVYMPGDVP |  | VCSPQQYKNC |
| AHPAIDAMLR |  | KDSCACPNPC |  | ASTRYAKELS |  | MVRIPSRAAA |  | RFLARKLNRS |
| EAYIAENVLA |  | LDIFFEALNY |  | ETVEQKKAYE |  | MSELLGDIGG |  | QMGLFIGASL |
| LTILEILDYL |  | CEVFRDKVLG |  | YFWNRQHSQR |  | HSSTNLLQEG |  | LGSHRTQVPH |
| LSLGPRPPTP |  | PCAVTKTLSA |  | SHRTCYLVTQ |  | L          |  |            |

A: Аланін

C: Цистеїн

D: Аспарагінова кислота

E: Глутамінова кислота

F: Фенілаланін

G: Гліцин

H: Гістидин

I: Ізолейцин

K: Лізин

L: Лейцин

M: Метіонін

N: Аспарагін

P: Пролін

Q: Глутамін

R: Аргінін

S: Серин

T: Треонін

V: Валін

W: Триптофан

Кодований геном білок за функціями належить до іонних каналів, фосфопротеїнів. 
Задіяний у таких біологічних процесах, як транспорт іонів, транспорт, транспорт натрію, альтернативний сплайсинг. 
Білок має сайт для зв'язування з іоном натрію. 
Локалізований у клітинній мембрані, цитоплазмі, мембрані.